# 傑拉西基夫西克
49°38′49″N 39°31′29″E / 49.64694°N 39.52472°E
海拉斯基夫斯凱（烏克蘭語：Гераськівське）是位於烏克蘭東部的村莊，由盧甘斯克州舊比利斯克區的馬爾基夫卡市鎮負責管轄。該村始建於1895年，面積0.85平方公里，海拔高度178米，2001年人口228，人口密度每平方公里269.5人。